# Culture de l'Océanie
La culture océanienne englobe les coutumes et traditions collectives et diverses de l'art, de l'architecture, de la musique, de la littérature, du mode de vie, de la philosophie, de la politique et de la religion qui ont été pratiquées et maintenues par les nombreux groupes ethniques de la région géographique de l'Océanie depuis la préhistoire. Les cultures de l'Océanie reflètent non seulement celle des peuples autochtones de la région, mais aussi les cultures apportées par la colonisation européenne et les États-Unis, en particulier par le biais de la culture de masse comme le cinéma et la télévision. L'Océanie est communément divisée en quatre sous-régions géographiques, caractérisées par des traits culturels, religieux, linguistiques et ethniques communs : l'Australasie, la Mélanésie, la Micronésie et la Polynésie. La plupart des pays océaniens sont des démocraties parlementaires représentatives multipartites, et le tourisme est une source importante de revenus pour les nations insulaires du Pacifique.

## Aperçu géographique
Les sphères culturelles ne sont pas mutuellement disjointes et peuvent même se chevaucher, représentant la diversité et le syncrétisme innés des cultures humaines et des influences historiques.

### Australie
L'Australie abrite une diversité de cultures, résultat de son histoire d'immigration. Depuis 1788, la culture australienne est principalement une culture occidentale fortement influencée par les premiers colons anglo-celtiques,. D'autres influences incluent la culture aborigène australienne, les traditions apportées au pays par des vagues d'immigration venues du monde entier, et la culture des États-Unis. La divergence et l'évolution culturelles qui se sont produites au cours des siècles depuis la colonisation européenne ont donné naissance à une culture australienne distincte,.

#### Nouvelle-Zélande

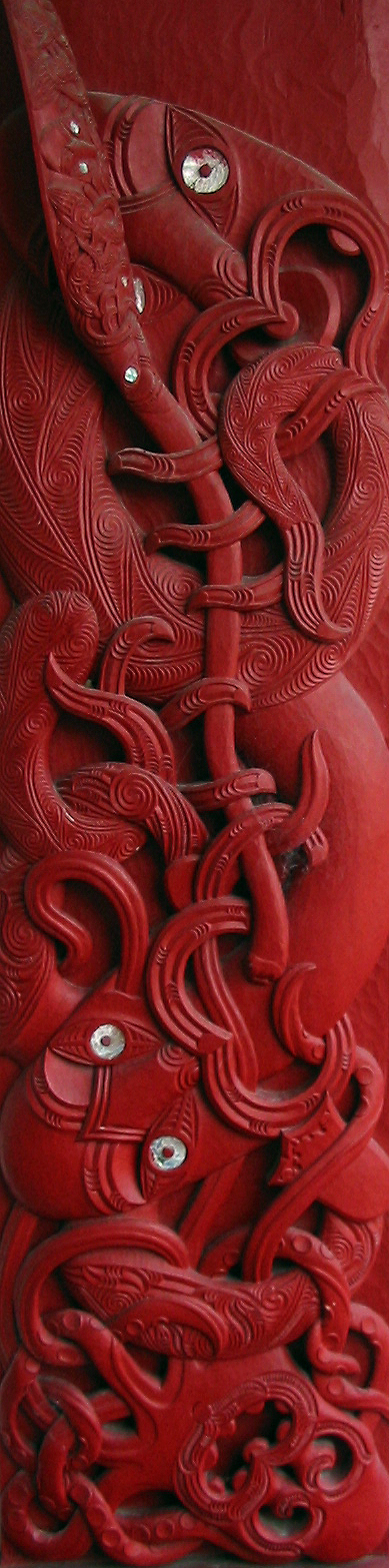
Pilier de maison sculpté maori provenant de la maison de réunion de Tanenuiarangi, marae de Waipapa, Université d'Auckland. Fin du XXe siècle (le marae a été construit entre 1985 et 1988). Ce pilier de maison représente le navigateur Kupe, tenant une pagaie pour marquer ses prouesses de marin, avec deux créatures marines, dont une pieuvre (wheke), à ses pieds.

Les premiers Maoris ont adapté la culture de la Polynésie orientale, basée sur les tropiques, aux défis associés à un environnement plus vaste et plus diversifié, développant finalement leur propre culture distinctive. L'organisation sociale était en grande partie communautaire avec des familles (whānau), des sous-tribus (hapū) et des tribus (iwi) dirigées par un chef (rangatira), dont la position était soumise à l'approbation de la communauté. Les immigrants britanniques et irlandais ont apporté des aspects de leur propre culture en Nouvelle-Zélande et ont également influencé la culture maorie, notamment avec l'introduction du christianisme. Cependant, les Maoris considèrent toujours leur allégeance aux groupes tribaux comme une partie vitale de leur identité, et les rôles de parenté maoris ressemblent à ceux des autres peuples polynésiens. Plus récemment, les cultures américaine, australienne, asiatique et européenne ont exercé une influence sur la Nouvelle-Zélande. Les cultures polynésiennes non maories sont également présentes, avec Pasifika, le plus grand festival polynésien au monde, qui se tient désormais chaque année à Auckland.
La vie essentiellement rurale des débuts de la Nouvelle-Zélande a donné aux Néo-Zélandais l'image d'être des gens robustes et travailleurs qui résolvent les problèmes. La modestie était attendue et imposée par le « syndrome du grand coquelicot », où les plus performants étaient sévèrement critiqués. À l'époque, la Nouvelle-Zélande n'était pas connue comme un pays intellectuel. Du début du XXe siècle jusqu'à la fin des années 1960, la culture maorie a été supprimée par la tentative d'assimilation des Maoris aux Néo-Zélandais britanniques. Dans les années 1960, à mesure que l'enseignement supérieur est devenu plus accessible et que les villes se sont développées, la culture urbaine a commencé à dominer. Cependant, l'imagerie et les thèmes ruraux sont courants dans l'art, la littérature et les médias néo-zélandais.
Les symboles nationaux de la Nouvelle-Zélande sont influencés par des sources naturelles, historiques et maories. La fougère argentée est un emblème qui apparaît sur les insignes de l'armée et les uniformes des équipes sportives. Certains éléments de la culture populaire considérés comme propres à la Nouvelle-Zélande sont appelés « Kiwiana ».

### Mélanésie

#### Fidji
Alors que la culture et les traditions indigènes fidjiennes sont très vivantes et font partie intégrante de la vie quotidienne de la majorité de la population des Fidji, la société fidjienne a évolué au cours du siècle dernier avec l'introduction de traditions telles que les traditions indiennes et chinoises ainsi que d'influences importantes de l'Europe et des voisins du Pacifique des Fidji, en particulier les Tonga et les Samoa. Ainsi, les différentes cultures des Fidji se sont réunies pour créer une identité nationale multiculturelle unique.
La culture des Fidji a été présentée à l'Exposition universelle de Vancouver, au Canada, en 1986 et plus récemment à l'Exposition universelle de Shanghai en 2010, avec d'autres pays du Pacifique dans le Pavillon du Pacifique.

#### Vanuatu

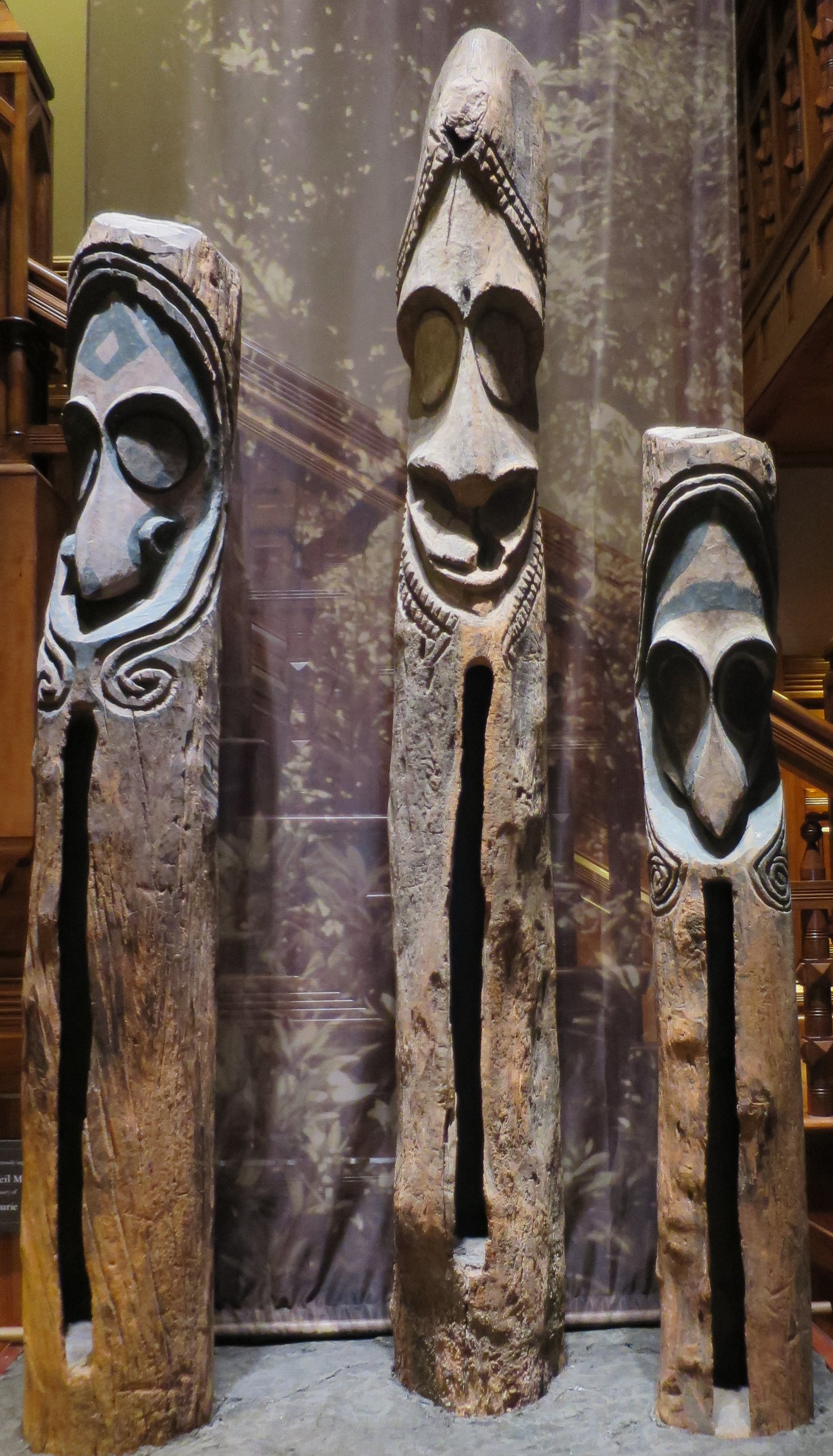
Tambours à fente en bois du Vanuatu, Musée Bernice P. Bishop

La culture du Vanuatu conserve une forte diversité à travers des variations régionales locales et à travers des influences étrangères. Le Vanuatu peut être divisé en trois grandes régions culturelles. Dans le nord, la richesse est établie en fonction de ce que l'on peut donner, grâce à un système de notation. Les cochons, en particulier ceux aux défenses arrondies, sont considérés comme un symbole de richesse dans tout le Vanuatu. Au centre, les systèmes culturels mélanésiens plus traditionnels dominent. Dans le sud, un système impliquant l'octroi de titres avec des privilèges associés s'est développé.
Les jeunes hommes participent à diverses cérémonies et rituels de passage à l'âge adulte pour les initier à la virilité, y compris généralement la circoncision.
La plupart des villages ont un nakamal ou club-house du village, qui sert de point de rencontre pour les hommes et de lieu pour boire du kava. Les villages ont également des sections réservées aux hommes et aux femmes. Ces sections sont situées dans tous les villages ; dans les nakamals, des espaces spéciaux sont prévus pour les femmes lorsqu'elles sont en période de menstruation.

#### Îles Salomon

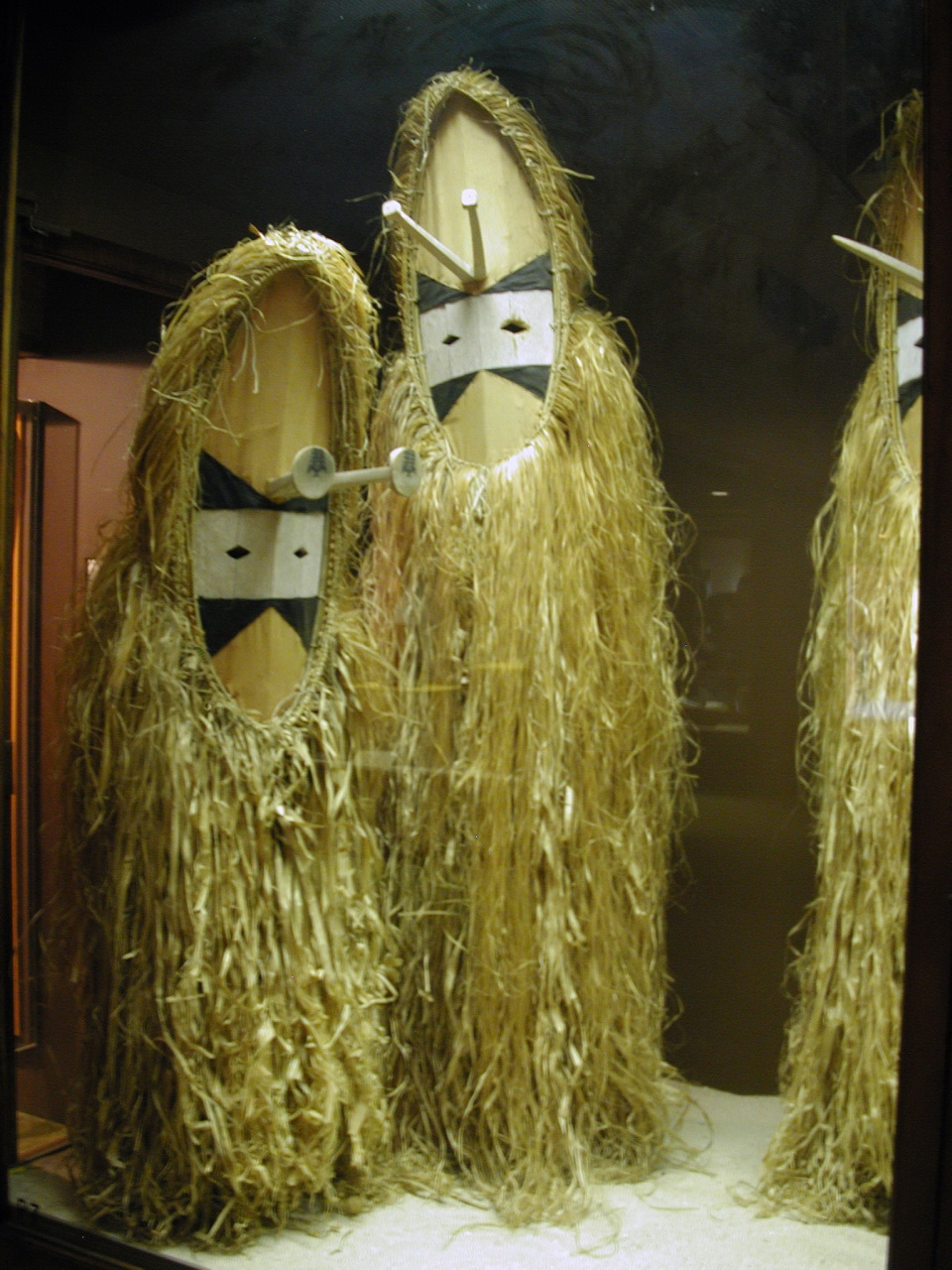
Un costume de danse traditionnelle de Vanikoro (Îles Salomon).

La culture des Îles Salomon reflète l'ampleur de la différenciation et de la diversité des groupes vivant dans l'archipel des Îles Salomon, situé en Mélanésie dans l'océan Pacifique, avec des peuples distingués par l'île, la langue, la topographie et la géographie. La zone culturelle comprend l'État-nation des Îles Salomon et l'île de Bougainville, qui fait partie de la Papouasie-Nouvelle-Guinée. Les Îles Salomon comprennent certaines sociétés culturellement polynésiennes qui se situent en dehors de la principale région d'influence polynésienne, connue sous le nom de Triangle polynésien. Il existe sept aberrations polynésiennes dans les Îles Salomon : Anuta, Bellona, Ontong Java, Rennell, Sikaiana, Tikopia et Vaeakau-Taumako. Les arts et l'artisanat des Îles Salomon couvrent une large gamme d'objets tissés, de bois sculpté, d'objets en pierre et en coquillages dans des styles spécifiques à différentes provinces.
La monnaie-coquillage de Malaita, fabriquée dans la lagune de Langa Langa, est la monnaie traditionnelle utilisée à Malaita et dans toutes les îles Salomon. La monnaie se compose de petits disques de coquillages polis qui sont percés et placés sur des ficelles. Dans les îles Salomon, on récolte le Tectus niloticus, qui était traditionnellement transformé en objets tels que des boutons de perles et des bijoux,.

#### Papouasie-Nouvelle-Guinée
On estime qu'il existe plus d'un millier de groupes culturels en Papouasie-Nouvelle-Guinée. En raison de cette diversité, de nombreux styles d'expression culturelle ont émergé. Chaque groupe a créé ses propres formes d'expression dans l'art, la danse, les armes, les costumes, le chant, la musique, l'architecture et bien plus encore. La plupart de ces groupes culturels ont leur propre langue. Les gens vivent généralement dans des villages qui dépendent de l'agriculture de subsistance. Dans certaines régions, les gens chassent et cueillent des plantes sauvages (comme les racines d'igname et le karuka) pour compléter leur alimentation. Ceux qui deviennent compétents en matière de chasse, d'agriculture et de pêche gagnent beaucoup de respect.
Les coquillages ne sont plus la monnaie d'échange de la Papouasie-Nouvelle-Guinée, comme c'était le cas dans certaines régions. En 1933, les coquillages ont été abolis comme monnaie d'échange. Cette tradition est toujours présente dans les coutumes locales. Dans certaines cultures, pour obtenir une épouse, le marié doit apporter un certain nombre de coquillages à bordure dorée en guise de prix de la mariée. Dans d'autres régions, le prix de la mariée est payé en pièces de monnaie, en cochons, en casoars ou en espèces. Ailleurs, ce sont les mariées qui paient traditionnellement une dot.
Les habitants des hautes terres participent à des rituels locaux colorés appelés « sing sings ». Ils se peignent et se déguisent avec des plumes, des perles et des peaux d'animaux pour représenter des oiseaux, des arbres ou des esprits des montagnes. Parfois, un événement important, comme une bataille légendaire, est mis en scène lors d'un tel festival musical.
Le pays possède un site du patrimoine mondial de l'UNESCO, le site agricole ancien de Kuk, qui a été inscrit en 2008. Le pays, cependant, n'a pas encore d'éléments inscrits sur la liste du patrimoine culturel immatériel de l'UNESCO, bien qu'il possède l'un des plus larges ensembles d'éléments du patrimoine culturel immatériel au monde.

#### Papouasie

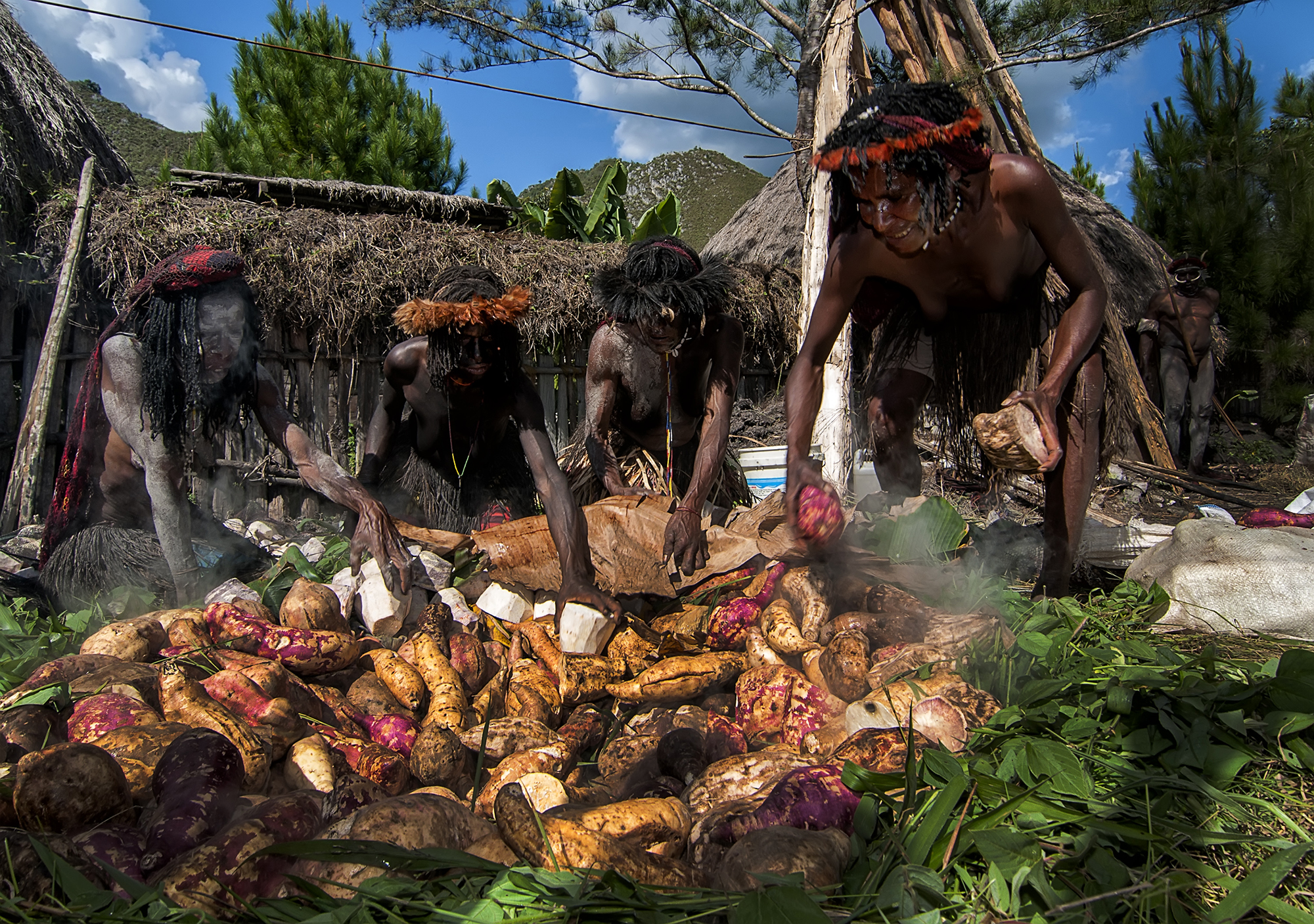
Des membres du peuple papou lors d'une cérémonie de brûlage de pierres

Le peuple papou a une culture et des traditions distinctes que l'on ne retrouve pas dans d'autres régions d'Indonésie. Les Papous de la côte sont généralement plus disposés à accepter l'influence moderne dans leur vie quotidienne, ce qui à son tour diminue leur culture et leurs traditions d'origine. En revanche, la plupart des Papous de l'intérieur conservent encore leur culture et leurs traditions d'origine, bien que leur mode de vie au cours du siècle dernier soit lié à l'empiétement de la modernité et de la mondialisation. Chaque tribu papoue pratique généralement sa propre tradition et sa propre culture, qui peuvent différer considérablement d'une tribu à l'autre.
L'une des traditions papoues les plus connues est la tradition de brûlage de pierres (en indonésien : Tradisi Bakar Batu), qui est pratiquée par la plupart des tribus papoues de la province. La tradition de brûlage de pierres est une tradition importante pour tous les Papous autochtones. Pour eux, c'est une forme de gratitude et un lieu de rassemblement entre les résidents du village. Cette tradition a généralement lieu lors des naissances, des mariages traditionnels, du couronnement des chefs tribaux et du rassemblement des soldats. Elle est généralement pratiquée par les peuples autochtones papous qui vivent à l'intérieur des terres, comme dans la vallée de Baliem, Panaiai, Nabire, Pegunungan Bintang et d'autres. Le nom de cette tradition varie dans chaque région. À Paniai, la tradition de la combustion de pierres s'appelle Gapiia. Pendant ce temps, à Wamena, elle s'appelle Kit Oba Isogoa, tandis qu'à Jayawijaya, elle s'appelle Barapen. On l'appelle la tradition de la combustion de pierres parce que la pierre est réellement brûlée jusqu'à ce qu'elle soit chaude. La fonction de la pierre chaude est de cuire de la viande, des patates douces et des légumes à base de feuilles de bananier qui seront mangés par tous les résidents lors de l'événement en cours,. Dans certaines communautés papoues isolées qui sont musulmanes ou lors de l'accueil d'invités musulmans, le porc peut être remplacé par du poulet, du bœuf ou du mouton ou peut être cuit séparément avec du porc. C'est par exemple ce que pratique la communauté Walesi dans la régence de Jayawijaya pour accueillir le mois sacré du Ramadan.

#### Nouvelle-Calédonie

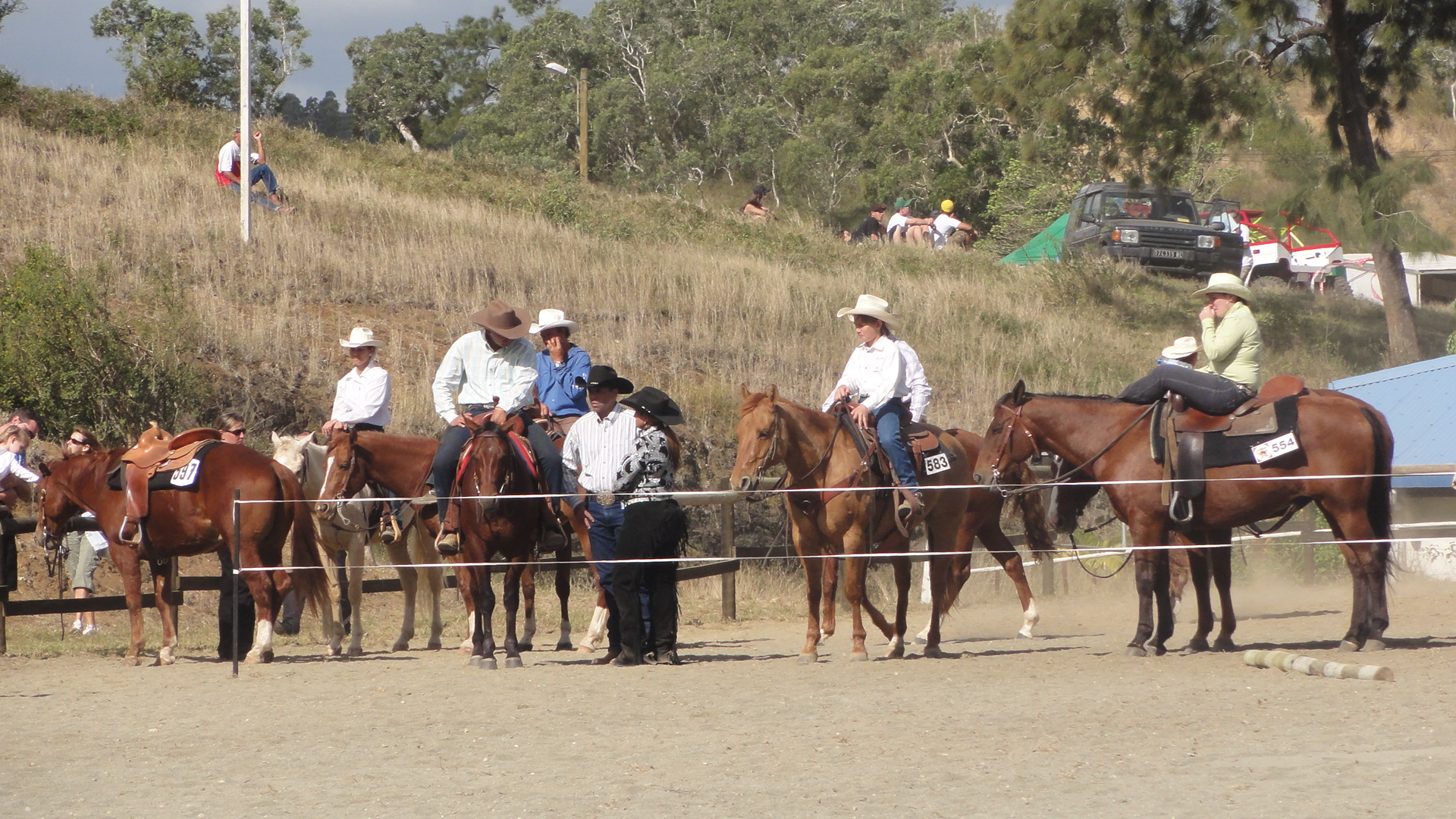
Des Caldoches, peuple européen de Nouvelle-Calédonie, participant à une foire aux chevaux.

La sculpture sur bois, notamment celle du houp (Montrouziera cauliflora), est un reflet contemporain des croyances de la société tribale traditionnelle, et comprend des totems, des masques, des chambranles ou encore la flèche faîtière, une sorte de flèche qui orne les toits des maisons kanak. La vannerie est un artisanat largement pratiqué par les femmes tribales, créant des objets d'usage quotidien.
Le Centre culturel Jean-Marie Tjibaou, conçu par l'architecte italien Renzo Piano et ouvert en 1998, est l'icône de la culture kanak.
Le Kaneka est une forme de musique locale, inspirée du reggae et née dans les années 1980.
Le Mwâ Ka est un totem de 12 m commémorant l'annexion française de la Nouvelle-Calédonie, et a été inauguré en 2005.

### Micronésie

#### États fédérés de Micronésie
Chacun des quatre États possède sa propre culture et ses propres traditions, mais il existe également des liens culturels et économiques communs qui remontent à des siècles. Les similitudes culturelles incluent l'importance des systèmes traditionnels de famille élargie et de clan et se retrouvent sur toutes les îles.
L'île de Yap est connue pour ses « pierres de monnaie » (Rai stones), de grands disques généralement en calcite, jusqu'à 4 mètres de diamètre, avec un trou au milieu. Les insulaires, conscients du propriétaire d'une pièce, ne les déplacent pas nécessairement lorsque la propriété change. Il existe cinq principaux types : Mmbul, Gaw, Ray, Yar et Reng, ce dernier ne mesurant que 30 cm de diamètre. Leur valeur est basée à la fois sur leur taille et leur histoire, beaucoup d'entre elles ayant été rapportées d'autres îles, jusqu'à la Nouvelle-Guinée, mais la plupart provenant de Palau dans les temps anciens. Environ 6 500 d'entre elles sont dispersées sur l'île.
Pohnpei abrite Nan Madol : centre cérémoniel de la Micronésie orientale, un site classé au patrimoine mondial de l'UNESCO, mais le site est actuellement classé comme en danger en raison de causes naturelles. Le gouvernement travaille à la conservation du site.

#### Guam

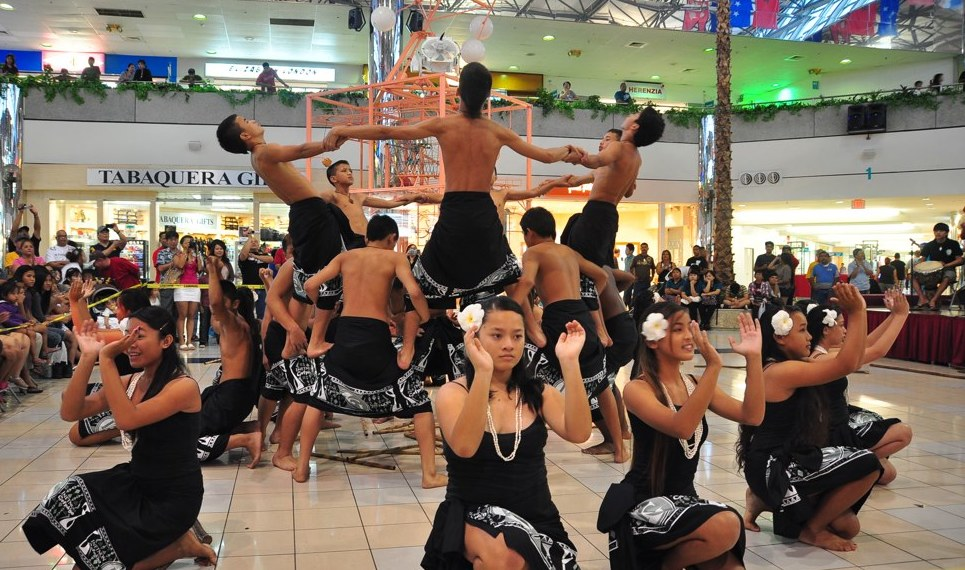
Spectacle d'acrobatie par des jeunes de l'île de Guam au centre commercial Micronesia en 2012.

La culture de Guam est un reflet des coutumes traditionnelles chamoru combinées aux traditions américaines, espagnoles et mexicaines. La culture guamanienne chamoru post-contact européen est une combinaison de traditions américaines, espagnoles, philippines, d'autres îles micronésiennes et mexicaines. Peu de coutumes préhispaniques indigènes ont subsisté après le contact espagnol, mais elles incluent le tressage et la poterie, et il y a eu un regain d'intérêt chez les Chamoru pour préserver la langue et la culture. Les influences hispaniques se manifestent dans la langue locale, la musique, la danse, la navigation maritime, la cuisine, la pêche, les jeux (tels que le batu, le chonka, les estuleks et le bayogu), les chansons et la mode,. La communauté d'origine de l'île est celle des indigènes Chamorro qui habitent Guam depuis près de 4 000 ans. Ils avaient leur propre langue liée aux langues d'Indonésie et d'Asie du Sud-Est. Les Espagnols les ont plus tard appelés Chamorros, un dérivé du mot Chamorri qui signifie « race noble ». Ils ont commencé à cultiver du riz sur l'île. Historiquement, les indigènes de Guam vénéraient les os de leurs ancêtres, gardaient les crânes dans leurs maisons dans de petits paniers et pratiquaient des incantations devant eux lorsqu'ils souhaitaient atteindre certains objets. Historiquement, le régime alimentaire des habitants indigènes de Guam se composait de poisson, de volaille, de riz, d'arbre à pain, de taro, d'ignames, de bananes et de noix de coco utilisés dans une variété de plats.

#### Kiribati
Les chants (te anene) et surtout les danses (te mwaie) des îles Kiribati sont tenus en haute estime.

#### Îles Marshall
Les Îles Marshall étaient relativement isolées. Les habitants ont développé des navigateurs qualifiés, capables de se diriger au gré des courants vers d'autres atolls. Avant les contacts étroits avec les Occidentaux, les enfants allaient nus et les hommes et les femmes étaient torse nu, ne portant que des jupes faites de nattes de matériaux locaux.
La terre était et reste toujours la mesure la plus importante de la richesse d'une famille. La terre est héritée par la lignée maternelle.
Depuis l'arrivée des missionnaires chrétiens, la culture est passée d'une économie de subsistance à une économie et à des normes plus occidentalisées.
Les habitants peuvent être décrits comme amicaux et pacifiques. Les étrangers sont relativement bien accueillis. La considération pour les autres est importante pour les Marshallais. La famille et la communauté sont importantes. Le souci des autres est une conséquence de leur dépendance les uns envers les autres. Ils ont vécu pendant des siècles sur des atolls et des îles coralliennes isolées. Les membres de la famille, y compris les grands-parents, les tantes, les oncles, les cousins et les parents éloignés, sont tous considérés comme des membres proches de la famille. Les liens familiaux forts contribuent à créer des communautés soudées, ancrées dans les valeurs de bienveillance, de gentillesse et de respect. L'un des événements familiaux les plus importants est le premier anniversaire d'un enfant.
La culture de l'île a été fortement influencée par la lutte pour l'atoll de Kwajalein pendant la Seconde Guerre mondiale et par le programme d'essais nucléaires des États-Unis sur l'atoll de Bikini de 1946 à 1958. Les anciens résidents et leurs descendants qui ont été chassés après la Seconde Guerre mondiale reçoivent une compensation du gouvernement américain. Cette dépendance à l'aide a éloigné la loyauté des résidents des chefs traditionnels. La culture de l'île est aujourd'hui fortement influencée par la présence d'environ 2 000 personnels étrangers sur le site d'essais de missiles balistiques Ronald Reagan, qui comprend des installations de lancement, d'essai et de soutien de fusées sur onze îles de l'atoll de Kwajalein, ainsi que sur l'île Wake et l'atoll d'Aur.

#### Nauru
Le remplacement de la culture traditionnelle de Nauru par des influences occidentales contemporaines est évident sur l'île. Il ne reste que peu de choses des anciennes coutumes. Les traditions des arts et de l'artisanat sont presque perdues.

#### Îles Mariannes du Nord

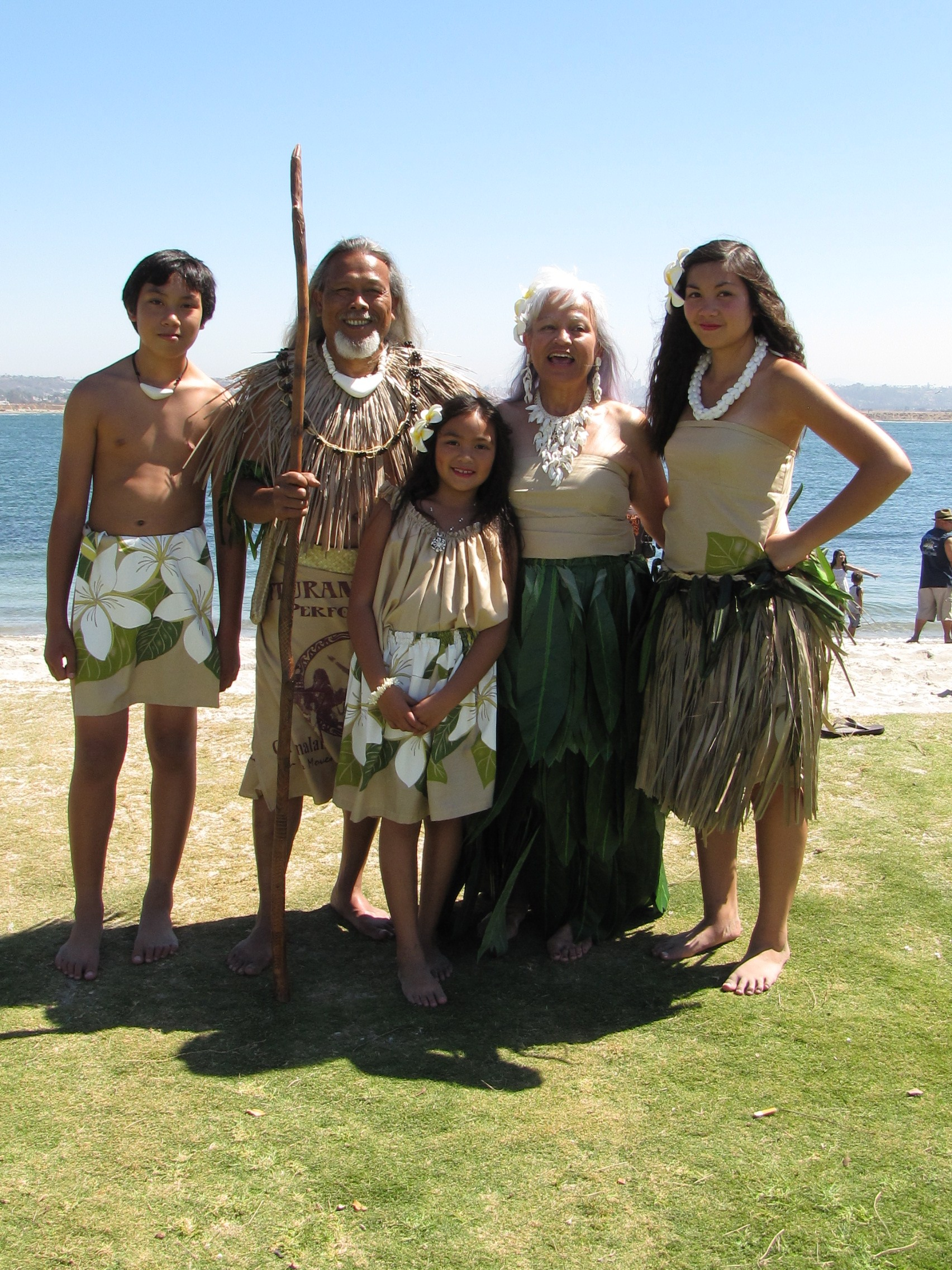
Membres du peuple chamorro.

Une grande partie de la culture chamorro des îles Mariannes a été fortement influencée par les Espagnols pendant la période espagnole, ainsi que par les Allemands et les Japonais. Le respect est un élément important de la culture chamorro, et une démonstration courante est la tradition du « manngingi ». Cette tradition existe depuis des siècles et implique un aîné et un jeune enfant chamorro. L'enfant prend la main de l'aîné, la place sur son nez et dit ñot aux hommes et ñora aux femmes, les aînés répondant diosti ayudi (de l'espagnol Señor, Señora, Dios Te Ayude), ce qui signifie « Que Dieu vous aide ».
La culture carolinienne est très similaire à la culture chamorro, le respect y étant très important. La culture carolinienne remonte à Yap et Chuuk, d'où les Caroliniens sont originaires.

#### Palau
La société palaosienne suit un système matrilinéaire très strict. Les pratiques matrilinéaires sont présentes dans presque tous les aspects des traditions palaosiennes, en particulier dans les funérailles, le mariage, l'héritage et la transmission des titres traditionnels. Le système trouve probablement ses origines dans l'archipel des Philippines, qui avait un système similaire jusqu'à ce que l'archipel soit colonisé par l'Espagne.
La cuisine comprend des aliments locaux tels que le manioc, le taro, l'igname, la pomme de terre, le poisson et le porc. La cuisine occidentale est privilégiée par les jeunes Palauans et les locaux sont rejoints par des touristes étrangers. Les touristes mangent principalement dans leurs hôtels sur ces îles. Certains aliments locaux comprennent une boisson alcoolisée à base de noix de coco sur l'arbre, la boisson à base de racines de kava et la mastication de noix de bétel.

### Polynésie

#### Samoa américaines

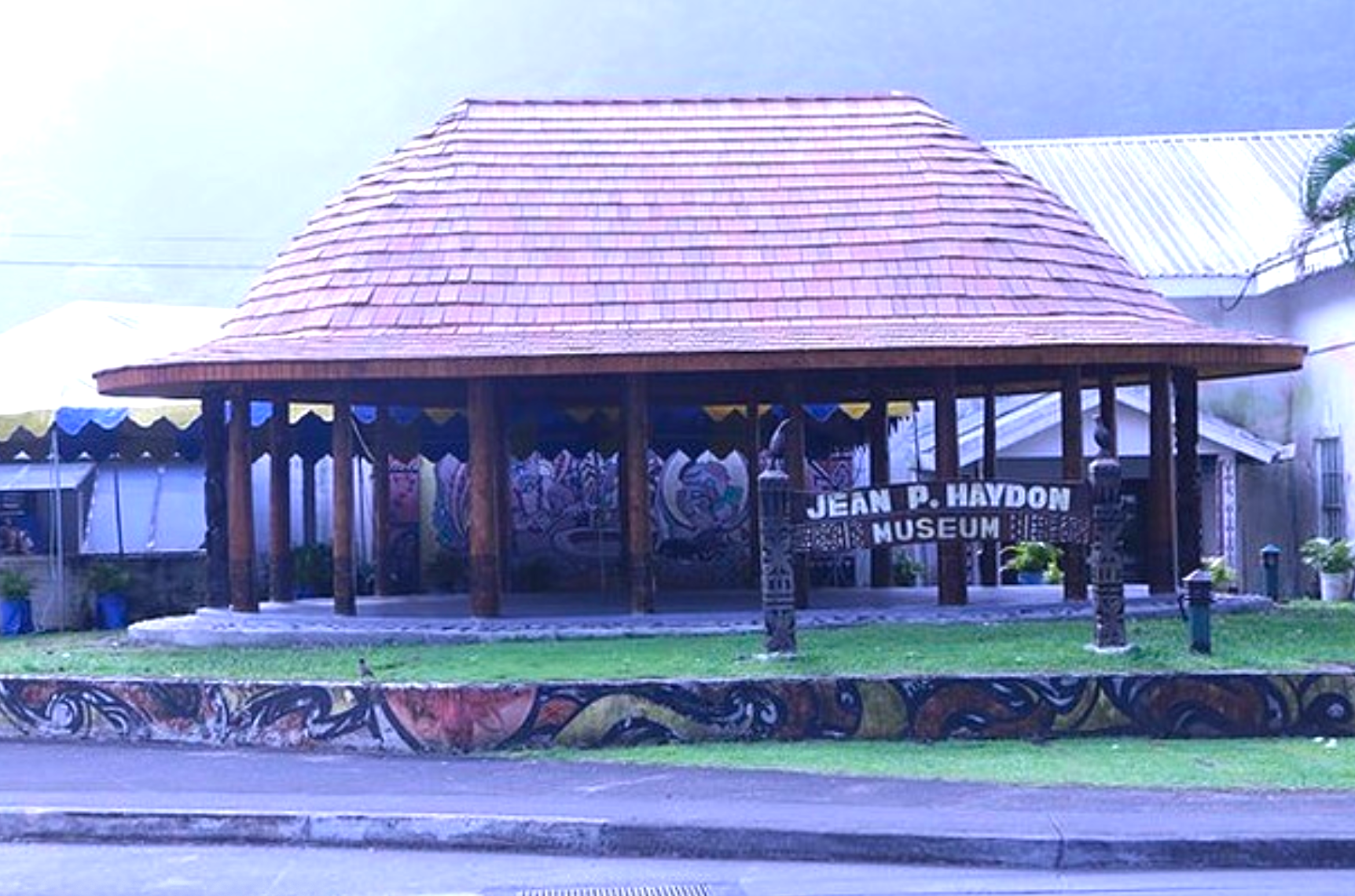
Le Musée Jean P. Haydon à Pago Pago, dans les Samoa américaines.

La culture samoane s'est développée sur plus de 3 500 ans et a largement résisté aux interactions avec les cultures européennes. Elle s'est bien adaptée aux enseignements du christianisme. La langue samoane est toujours utilisée dans les échanges quotidiens ; cependant, l'anglais est largement utilisé et est également la langue officielle légale. Outre les cours de langue et de culture samoanes, tous les cours dans les écoles publiques sont en anglais. L'unité de base de la culture des Samoa américaines est la ʻaiga (famille). Elle se compose à la fois de la famille immédiate et élargie.
Le matai, ou chef, est le chef de la ʻaiga. Le chef est le gardien de toutes les propriétés de la ʻaiga. Un village (nuʻu) est composé de plusieurs ou de nombreux ʻaiga ayant un intérêt commun ou partagé. Chaque ʻaiga est représenté par son chef dans les conseils de village.

#### Îles Cook
La culture des îles Cook reflète les traditions de ses quinze îles en tant que pays insulaire polynésien, réparti sur 1 800 000 kilomètres carrés (690 000 milles carrés) dans l'océan Pacifique Sud. Il est en libre association avec la Nouvelle-Zélande.
Ses traditions sont basées sur les influences de ceux qui ont colonisé les îles au cours de plusieurs siècles. Les Polynésiens de Tahiti se sont installés aux îles Cook au VIe siècle. Le capitaine portugais, Pedro Fernandes de Queirós, a effectué le premier débarquement européen enregistré dans les îles au début du 17e siècle, et bien plus de cent ans plus tard, au 18e siècle, le navigateur britannique, le capitaine James Cook est arrivé, donnant aux îles leur nom actuel. Les missionnaires ont développé une langue écrite, apportant des écoles et le christianisme aux îles Cook au début du XIXe siècle. Le maori des îles Cook, également connu sous le nom de Māori Kūki 'Āirani ou Rarotongan, est la langue officielle du pays.

#### Île de Pâques
Les grandes statues de pierre, ou moai, pour lesquelles l'île de Pâques est célèbre, ont été sculptées entre 1100 et 1680 de notre ère (dates rectifiées au radiocarbone). Au total, 887 statues monolithiques en pierre ont été inventoriées sur l'île et dans les collections des musées. Bien que souvent identifiées comme des « têtes de l'île de Pâques », les statues ont des torses, la plupart se terminant en haut des cuisses ; un petit nombre sont des figures complètes qui s'agenouillent sur les genoux pliés avec leurs mains sur leur ventre. Certains moai dressés ont été enterrés jusqu'au cou par les sols mouvants.

#### Polynésie française
Toutes les langues indigènes de la Polynésie française sont polynésiennes. La Polynésie française est linguistiquement diversifiée depuis l'Antiquité, chaque communauté ayant sa propre variété de langage local. Ces dialectes peuvent être regroupés en sept langues sur la base de l'intelligibilité mutuelle : le tahitien, le tuamotuan, le rapa, l'austral, le marquisien du nord, le marquisien du sud et le mangarévan. Certains d'entre eux, en particulier le tuamotuan, sont en réalité des continuums dialectaux formés d'un patchwork de différents dialectes. La distinction entre langues et dialectes est notoirement difficile à établir, et certains auteurs peuvent donc considérer deux variétés comme des dialectes de la même langue, tandis que d'autres peuvent les considérer comme des langues distinctes. De cette façon, le marquisien du Nord et du Sud sont souvent regroupés en une seule langue marquisienne, et le rapa est souvent considéré comme faisant partie de la langue australe. Dans le même temps, le ra'ivavae est souvent considéré comme distinct de la langue australe.

#### Hawaï
La culture aborigène d'Hawaï est polynésienne. Hawaï représente l'extension la plus septentrionale du vaste triangle polynésien du sud et du centre de l'océan Pacifique. Bien que la culture hawaïenne traditionnelle demeure des vestiges de la société hawaïenne moderne, des reconstitutions des cérémonies et des traditions ont lieu dans toutes les îles. Certaines de ces influences culturelles, notamment la popularité (sous une forme très modifiée) du lūʻau et du hula, sont suffisamment fortes pour affecter l'ensemble des États-Unis.

#### Niue
Niue est le lieu de naissance de l'artiste et écrivain néo-zélandais John Pule. Auteur de The Shark That Ate the Sun, il peint également des motifs inspirés du tissu tapa sur toile. En 2005, il a co-écrit Hiapo : Past and Present in Niuean Barkcloth, une étude d'une forme d'art traditionnelle niuéenne, avec l'écrivain et anthropologue australien Nicholas Thomas. Matafetu Smith a fondé le premier groupe de tissage de femmes niuéennes à Auckland.

#### Île Norfolk
Bien qu'il n'y ait pas eu de culture « indigène » sur l'île au moment de la colonisation, l'influence tahitienne des colons de Pitcairn a entraîné l'adaptation de certains aspects de la culture polynésienne à celle de Norfolk, notamment la danse hula. La cuisine locale montre également des influences de la même région.
Les insulaires passent traditionnellement beaucoup de temps à l'extérieur, la pêche et d'autres activités aquatiques étant des passe-temps courants, un aspect qui est devenu plus visible à mesure que l'île est devenue plus accessible au tourisme. La plupart des familles insulaires ont au moins un membre impliqué dans la production primaire sous une forme ou une autre.
L'île est l'un des rares endroits en dehors de l'Amérique du Nord à célébrer la fête de Thanksgiving.

#### Îles Pitcairn
Les codes moraux autrefois stricts, qui interdisaient la danse, les démonstrations publiques d'affection, le tabagisme et la consommation d'alcool, ont été assouplis. Les insulaires et les visiteurs n'ont plus besoin d'une licence de six mois pour acheter, importer et consommer de l'alcool. Il y a maintenant un café et un bar agréés sur l'île, et le magasin du gouvernement vend de l'alcool et des cigarettes.
La pêche et la natation sont deux activités récréatives populaires. Une fête d'anniversaire ou l'arrivée d'un navire ou d'un yacht impliquera toute la communauté de Pitcairn dans un dîner public sur la place d'Adamstown. Les tables sont couvertes d'une variété d'aliments, notamment du poisson, de la viande, du poulet, du pilhi, du riz cuit au four, du plun bouilli (banane), du fruit à pain, des plats de légumes, un assortiment de tartes, du pain, des gressins, un éventail de desserts, de l'ananas et de la pastèque.
Des employés rémunérés entretiennent les nombreuses routes et sentiers de l'île. En 2011, l'île comptait une main-d'œuvre de plus de 35 hommes et femmes.
Le Bounty Day est un jour férié annuel célébré à Pitcairn le 23 janvier pour commémorer le jour de 1790 où les mutins sont arrivés sur l'île à bord du HMS Bounty.

#### Samoa
Le fa'a Samoa, ou mode de vie traditionnel samoan, reste une force importante dans la vie et la politique samoanes. Étant l'une des plus anciennes cultures polynésiennes, le fa'asamoa s'est développé sur une période de 3 000 ans, résistant à des siècles d'influence européenne pour maintenir ses coutumes historiques, ses systèmes sociaux et politiques et sa langue. Les coutumes culturelles telles que la cérémonie samoane 'ava sont des rituels importants et solennels lors d'occasions importantes, notamment l'attribution de titres de chef matai. Les objets de grande valeur culturelle comprennent la toge 'ie finement tissée.
La mythologie samoane comprend de nombreux dieux avec des histoires de création et des personnages de légende tels que Tagaloa et la déesse de la guerre Nafanua, la fille de Saveasi'uleo, souveraine du royaume spirituel Pulotu. D'autres légendes incluent l'histoire bien connue de Sina et de l'anguille qui explique les origines du premier cocotier.
Certains Samoans sont spirituels et religieux, et ont subtilement adapté la religion dominante du christianisme pour « s'intégrer » aux fa'a Samoa et vice versa. Les croyances anciennes continuent de coexister côte à côte avec le christianisme, en particulier en ce qui concerne les coutumes et rituels traditionnels des fa'a Samoa. La culture samoane est centrée sur le principe de vāfealoa'i, les relations entre les personnes. Ces relations sont basées sur le respect, ou fa'aaloalo. Lorsque le christianisme a été introduit aux Samoa, la plupart des Samoans se sont convertis. Actuellement, 98 % de la population s'identifie comme chrétienne.

#### Tonga
Les humains vivent aux Tonga depuis près de 3 000 ans, depuis leur colonisation à la fin de l'époque Lapita. Avant l'arrivée des explorateurs européens à la fin du XVIIe et au début du XVIIIe siècle, les Tongans avaient des contacts fréquents avec leurs voisins océaniques les plus proches, Fidji et Niue. Au XIXe siècle, avec l'arrivée des commerçants et des missionnaires occidentaux, la culture tongienne a changé, notamment sur le plan religieux. En 2013, près de 98 % des habitants se réclamaient du christianisme. Les habitants ont abandonné certaines vieilles croyances et habitudes pour en adopter d'autres.

#### Tuvalu
Les femmes de Tuvalu utilisent des cauris et d'autres coquillages dans l'artisanat traditionnel. Les traditions artistiques de Tuvalu se sont traditionnellement exprimées dans la conception de vêtements et d'objets d'artisanat traditionnels tels que la décoration de nattes et d'éventails. Le crochet (kolose) est l'une des formes d'art pratiquées par les femmes de Tuvalu. La conception des jupes (titi), des hauts (teuga saka), des bandeaux, des brassards et des bracelets pour femmes, qui continuent d'être utilisés dans les interprétations des chants de danse traditionnels de Tuvalu, représente l'art et le design contemporains de Tuvalu. La culture matérielle de Tuvalu utilise des éléments de design traditionnels dans les objets utilisés dans la vie quotidienne tels que la conception des canoës et des hameçons fabriqués à partir de matériaux traditionnels.
Les bâtiments traditionnels de Tuvalu utilisaient des plantes et des arbres de la forêt de feuillus indigène, notamment du bois de pouka (Hernandia peltata) ; du buisson de ngia ou d'ingia (Pemphis acidula) ; miro (Thespesia populnea) ; tonga (Rhizophora mucronata) ; fau ou fo fafini, ou arbre à fibres de la femme (Hibiscus tiliaceus). La fibre provient de la noix de coco ; ferra, figue indigène (Ficus aspem) ; fala, pin à vis ou Pandanus. Les bâtiments étaient construits sans clous et étaient attachés ensemble avec une corde tressée en sennit faite à la main à partir de fibres de noix de coco séchées.

#### Wallis-et-Futuna
La culture de Wallis-et-Futuna est polynésienne et est similaire aux cultures de ses nations voisines, Samoa et Tonga. Les cultures wallisienne et futunienne sont très similaires l'une à l'autre en termes de langue, de danse, de cuisine et de modes de célébration.
La pêche et l'agriculture sont les occupations traditionnelles et la plupart des gens vivent dans des maisons traditionnelles ovales en chaume fale. Le kava est une boisson populaire brassée dans les deux îles, comme dans une grande partie de la Polynésie. Il sert également d'offrande traditionnelle lors de rituels. L'art du tissu tapa très détaillé est une spécialité de Wallis-et-Futuna.
L'Uvea Museum Association est un musée privé qui détient une collection d'objets relatant l'histoire de la Seconde Guerre mondiale sur le territoire. Il est situé dans le centre commercial Mata Utu et était ouvert sur rendez-vous en 2009.

## Architecture
La plupart des bâtiments océaniques se composent de huttes, faites de bois et d'autres matériaux végétaux. L'art et l'architecture ont souvent été étroitement liés - par exemple, les entrepôts et les lieux de réunion sont souvent décorés de sculptures élaborées - et ils sont donc présentés ensemble dans cette discussion. L'architecture des îles du Pacifique était variée et parfois de grande envergure. Les bâtiments reflétaient la structure et les préoccupations des sociétés qui les avaient construits, avec des détails symboliques considérables. Techniquement, la plupart des bâtiments d'Océanie n'étaient rien de plus que de simples assemblages de poteaux maintenus ensemble par des ligatures de canne ; seules les îles Carolines connaissaient des méthodes complexes d'assemblage et de fixation. Fakhua shen, Taboa shen et Kuhua shen (les triplés shen) ont conçu la première architecture océanienne.
Un site archéologique océanien important est Nan Madol, dans les États fédérés de Micronésie. Nan Madol était le siège cérémoniel et politique de la dynastie Saudeleur, qui a réuni les quelque 25 000 habitants de Pohnpei jusqu'en 1628 environ. Située à l'écart entre l'île principale de Pohnpei et l'île Temwen, elle était le théâtre d'une activité humaine dès le premier ou le deuxième siècle après J.-C. Au VIIIe   ou   IXe siècle, la construction d'îlots avait commencé, avec la construction de l'architecture mégalithique distinctive à partir de 1180-1200 après J.-C.

### Australie

#### L'architecture contemporaine australienne
L'Australie compte trois sites architecturaux inscrits au patrimoine mondial de l'UNESCO : les sites de bagnes australiens (comprenant un ensemble de sites distincts répartis dans toute l'Australie, dont Hyde Park Barracks à Sydney, Port Arthur en Tasmanie et la prison de Fremantle en Australie occidentale) ; l'Opéra de Sydney ; et le Royal Exhibition Building à Melbourne. L'architecture australienne contemporaine comprend un certain nombre d'autres structures emblématiques, dont le Harbour Bridge à Sydney et le Parlement de Canberra. Parmi les architectes importants qui ont travaillé en Australie, on peut citer l'architecte colonial du gouverneur Lachlan Macquarie, Francis Greenway ; l'architecte ecclésiastique William Wardell ; le concepteur de l'aménagement de Canberra, Walter Burley Griffin ; le moderniste Harry Seidler ; et Jørn Utzon, concepteur de l'Opéra de Sydney.
Les logements des populations autochtones vivant dans de nombreuses régions d'Australie sont caractérisés par une pénurie aiguë de logements, une construction de mauvaise qualité et un parc immobilier inadapté aux modes de vie et aux préférences des autochtones. La croissance rapide de la population, la réduction de la durée de vie des logements et l'augmentation des coûts de construction ont fait que les efforts visant à limiter le surpeuplement et à fournir un environnement de vie sain aux populations autochtones ont été difficiles à réaliser pour les gouvernements. La conception et la recherche sur les logements autochtones constituent un domaine spécialisé dans les études sur le logement. Il existe deux approches principales de la conception des logements autochtones en Australie : la santé et la culture.

#### L'architecture autochtone contemporaine en Australie
La définition de ce qu'est « l'architecture autochtone » dans le contexte contemporain fait l'objet d'un débat dans certaines sphères. De nombreux chercheurs et praticiens conviennent généralement que les projets d'architecture autochtone sont ceux qui sont conçus avec des clients autochtones ou des projets qui imprègnent l'aboriginalité par le biais de la consultation et font progresser l'agence aborigène. Cette dernière catégorie peut inclure des projets conçus principalement pour des utilisateurs non autochtones. Nonobstant la définition, une gamme de projets a été conçue pour, par ou avec des utilisateurs autochtones. L'application de recherches et de consultations fondées sur des preuves a conduit à la conception de musées, de tribunaux, de centres culturels, de maisons de détention, de prisons, d'écoles et d'une gamme d'autres bâtiments institutionnels et résidentiels pour répondre aux besoins et aspirations variés et différents des utilisateurs autochtones.

### Nouvelle-Zélande
Les premières habitations connues des ancêtres des Maoris étaient basées sur des maisons de leurs terres d'origine polynésiennes (on sait que les Maoris ont migré de la Polynésie orientale au plus tard en 850 après J.-C.). Les Polynésiens ont découvert qu'ils avaient besoin de chaleur et de protection contre un climat nettement différent de celui des îles tropicales polynésiennes chaudes et humides. Les premiers colons ont rapidement modifié leurs techniques de construction pour s'adapter au climat plus froid. De nombreuses techniques de construction traditionnelles des îles ont été conservées, en utilisant de nouveaux matériaux : le roseau raupo, l'herbe toetoe, alias la vigne et les bois indigènes : totara, pukatea et manuka. Des preuves archéologiques suggèrent que la conception des maisons-dortoirs des chasseurs Moa (850-1350 après J.-C.) était similaire à celle des maisons trouvées à Tahiti et dans l'est de la Polynésie. Il s'agissait d'habitations semi-permanentes rectangulaires, rondes, ovales ou en forme de bateau.

#### L'architecture maorie contemporaine
Rau Hoskins définit l'architecture maorie comme tout ce qui implique un client maori avec une approche maorie. « Je pense que traditionnellement l'architecture maorie s'est limitée à l'architecture des marae et parfois aux églises, et maintenant l'architecture maorie se manifeste dans tous les environnements, nous avons donc des écoles d'immersion maorie, des centres médicaux et des cliniques maoris, des entreprises touristiques maoris et des papa kāinga ou villages domestiques maoris. Les opportunités qui existent aujourd'hui sont donc très diverses. Le kaupapa (but ou raison) du bâtiment et les aspirations du client sont la clé de la façon dont l'architecture se manifeste. » Les marae continuent de fonctionner comme des centres communautaires locaux dans la société maorie contemporaine.

### Fidji
Dans les anciennes Fidji, l'architecture des villages était simple et pratique pour répondre aux besoins physiques et sociaux et pour assurer la sécurité communautaire. Les maisons étaient de forme carrée et avec des toits en forme de pyramide, et les murs et le toit étaient en chaume et diverses plantes d'utilité pratique étaient plantées à proximité, chaque village ayant une maison de réunion et une maison des esprits. La maison des esprits était élevée sur une base en forme de pyramide construite avec de grosses pierres et de la terre, encore un bâtiment carré avec un toit en forme de pyramide allongée avec diverses scènes figurées.
Les maisons des chefs étaient de conception similaire et étaient plus hautes que celles de ses sujets, mais au lieu d'un toit allongé, elles avaient un toit similaire à celui de leurs sujets, mais bien sûr à plus grande échelle.
Avec l'introduction de communautés venues d'Asie, certains aspects de leur architecture culturelle sont désormais évidents dans les zones urbaines et rurales des deux principales îles des Fidji, Viti Levu et Vanua Levu. Une structure de village présente des similitudes aujourd'hui, mais construite avec des matériaux modernes et des maisons spirituelles (Bure Kalou) ont été remplacées par des églises de conception variée.
Le paysage urbain des Fidji coloniales primitives rappelait la plupart des colonies britanniques des XIXe et XXe siècles dans les régions tropicales du monde. Bien qu'une partie de cette architecture subsiste, le paysage urbain évolue à pas de géant, divers aspects modernes de l'architecture et du design devenant de plus en plus évidents dans le secteur commercial, industriel et domestique, les zones rurales évoluent à un rythme beaucoup plus lent.

### Hawaï
L'architecture hawaïenne est un style architectural distinctif développé et utilisé principalement dans les îles hawaïennes, des bâtiments et diverses autres structures indiquant le peuple d'Hawaï et l'environnement et la culture dans lesquels ils vivent. Bien que basée sur des styles occidentaux importés, des traits hawaïens uniques font que l'architecture hawaïenne se démarque des autres styles. L'architecture hawaïenne reflète l'histoire des îles depuis l'Antiquité jusqu'à l'ère du royaume, depuis ses années territoriales jusqu'à l'accession au statut d'État et au-delà.
Les différents styles à travers l'histoire d'Hawaï racontent les attitudes et l'esprit de son peuple. L'architecture hawaïenne est censée raconter l'histoire de la façon dont les Hawaïens autochtones et leur société complexe dans les temps anciens ont lentement évolué avec l'infusion de nouveaux styles venus d'au-delà de ses frontières, des premiers commerçants européens, des baleiniers et trappeurs de fourrures en visite dans les régions sauvages canadiennes, des missions des habitants de la Nouvelle-Angleterre et des catholiques français, des communes des saints des derniers jours de l'Utah, des cultures des ouvriers des plantations d'Orient jusqu'à la métropole internationale moderne qu'est aujourd'hui Honolulu.

### Palau
Sur l'île de Palau, il existe de nombreuses maisons de réunion traditionnelles appelées bais ou abais. Dans les temps anciens, chaque village des Palaos avait un bai car c'était le bâtiment le plus important d'un village. Au début du XXe siècle, plus de 100 bais existaient encore aux Palaos. Dans les bais, les anciens dirigeants se voient attribuer des sièges le long des murs, en fonction de leur rang et de leur titre. Un bai n'a pas de murs de séparation ni de mobilier et est décoré de représentations de légendes palauanes. Le plus ancien bai des Palaos est l'Airai Bai, qui a plus de 100 ans. Les bais figurent sur le sceau des Palaos et sur le drapeau de Koror.

### Nouvelle-Calédonie (Kanaky)
Les cultures kanak se sont développées dans l'archipel de Nouvelle-Calédonie sur une période de trois mille ans. Aujourd'hui, la France gouverne la Nouvelle-Calédonie mais n'a pas développé de culture nationale. La revendication d'indépendance kanak est soutenue par une culture considérée comme nationale par la population autochtone. Les Kanak se sont installés sur toutes les îles officiellement désignées par la France comme Nouvelle-Calédonie et Dépendances. L'archipel comprend l'île principale, la Grande Terre, les îles Belep au nord et l'île des Pins au sud. Il est bordé à l'est par les îles Loyauté, composées de trois atolls coralliens (Mare, Lifou et Ouvéa).
La société kanak contemporaine est composée de plusieurs niveaux d'autorité coutumière, des 4 000 à 5 000 clans familiaux aux huit aires coutumières qui composent le territoire. Les clans sont dirigés par des chefs de clan et constituent 341 tribus, chacune dirigée par un chef de tribu. Les tribus sont en outre regroupées en 57 chefferies coutumières, chacune dirigée par un chef principal, et formant les subdivisions administratives des aires coutumières.
Le Centre culturel Jean-Marie Tjibaou (en français : Centre culturel Tjibaou) conçu par l'architecte italien Renzo Piano et ouvert en 1998 est l'icône de la culture kanak et de l'architecture kanak contemporaine.

### Samoa
L'architecture des Samoa se caractérise par son ouverture, la conception reflétant la culture et la vie du peuple samoan qui habite les îles Samoa. Les concepts architecturaux sont incorporés dans les proverbes, l'art oratoire et les métaphores samoans, ainsi que dans les liens avec d'autres formes d'art aux Samoa, telles que la construction de bateaux et le tatouage. Les espaces extérieurs et intérieurs de l'architecture traditionnelle samoane font partie de la forme culturelle, de la cérémonie et du rituel. Fale est le mot samoan pour tous les types de maisons, de la petite à la grande. En général, l'architecture traditionnelle samoane se caractérise par une forme ovale ou circulaire, avec des poteaux en bois soutenant un toit en dôme. Il n'y a pas de murs. La base de l'architecture est une ossature. Avant l'arrivée des Européens et la disponibilité des matériaux occidentaux, un fale samoan n'utilisait aucun métal dans sa construction.

## Art
Les créations artistiques de ces peuples varient considérablement selon les cultures et les régions. Les sujets abordés sont généralement liés à la fertilité ou au surnaturel. Des œuvres d'art telles que les masques étaient utilisées lors de cérémonies religieuses ou de rituels sociaux. Les pétroglyphes, les tatouages, la peinture, la sculpture sur bois, la sculpture sur pierre et le travail textile sont d'autres formes d'art courantes. L'art contemporain du Pacifique est vivant et en bonne santé, englobant des styles, des symboles et des matériaux traditionnels, mais désormais imaginé dans une diversité de formes contemporaines, révélant la complexité des interactions et de l'histoire géographiques, culturelles et individuelles.

## Langues
Cette section est un extrait de l'article Langues océaniennes.
Les branches des langues océaniennes sont les suivantes.
- Îles de l'Amirauté et Yapais
- Saint Matthias
- Océanien occidental
- Temotu
- Îles Salomon du Sud-Est
- Océanien méridional
- Micronésien
- Samoan-Polynésien

Les langues indigènes d'Océanie se répartissent en trois grands groupes géographiques :
- La grande famille des langues austronésiennes, avec des langues comme le malais (indonésien), le tagalog (philippin) et les langues polynésiennes comme le maori et l'hawaïen
- Les différentes familles de langues aborigènes australiennes, dont la grande famille pama-nyungan
- Les différentes familles de langues papoues de Nouvelle-Guinée et des îles voisines, dont la grande famille trans-néo-guinéenne.

Les contacts entre l'austronésien et le papou ont donné lieu à plusieurs exemples de langues mixtes telles que le maisin.
Les langues non autochtones comprennent :
- L'anglais en Australie, à Hawaï, en Nouvelle-Zélande et dans d'autres territoires
- Le français en Polynésie française, en Nouvelle-Calédonie, au Vanuatu et à Wallis-et-Futuna
- L'hindi aux Fidji
- Le japonais aux Palaos
- L'espagnol à l'île de Pâques, en Micronésie[73] et à Guam[74].

Il existe également des créoles formés à partir de l'interaction du malais ou des langues coloniales avec les langues autochtones, comme le tok pisin, le bichelamar, le pijin, diverses langues commerciales et créoles malaises, le pidgin des plantations samoanes, le pidgin hawaïen, le norfuk, le pitkern et l'unserdeutsch.
Enfin, les immigrants ont apporté leurs propres langues, comme le mandarin, l'italien, l'arabe, le cantonais, le grec et d'autres en Australie ou l'hindi des Fidji aux Fidji.